# Tricky
Adrian Thaws (Bristol; 27 de enero de 1968), más conocido por su nombre artístico Tricky, es un productor discográfico, vocalista, director, actor y músico británico. Es el creador del sonido bristol, también conocido como trip hop junto con Portishead.
A lo largo de su carrera realizó colaboraciones con artistas varios, desde la ahora solista Martina Topley Bird hasta Massive Attack y Björk, entre otros.
En su CD, Vulnerable, contó con la colaboración de la artista italiana Costanza en la voz femenina.
Las influencias musicales de Tricky provienen de artistas de la talla de Siouxsie and the Banshees, Public Enemy y The Specials.

## Vida
Nace en Knowle West, un pequeño distrito del área de Bristol, en Inglaterra. Su padre dejó la familia antes de que él naciera y su madre, Maxine Quaye, se suicidó cuando él tenía tan solo cuatro años.
Pasó la infancia con su abuela, que muchas veces lo dejaba quedarse en casa a ver películas de terror en lugar de ir a la escuela. A los quince años empezó a escribir textos, aunque sin la ambigüedad y la complejidad presente en sus álbumes. A los diecisiete años fue arrestado por haber comprado billetes falsos a un amigo que posteriormente lo denunciaría a la policía.
A través de sus discos, se puede detectar un reflejo de la oscura vida de Tricky. En cada uno de sus álbumes pueden encontrarse "juegos mentales", como el mismo Tricky afirma.
Al escuchar una canción de Tricky, se puede percibir su descontento, tanto es así, que hasta se puede pensar en su vida como una paranoia claustrofóbica. 
“Es increíble lo oscura que tu vida se puede llegar a convertir sin que ni siquiera te des cuenta” - afirma Adrián Thaws -. En una etapa de su vida al percatarse de que no se encontraba bien, buscó ayuda profesional y un psiquiatra le recomendó relajarse un poco.
Al lanzar su disco Blowback, se podía escuchar a un Tricky más relajado, al igual que en su último disco, Vulnerable (2003), donde se oye a un Tricky más "pop", aunque conservando sus orígenes.

## Inicio de su carrera
A los dieciocho años pasó a ser miembro del grupo Fresh 4, un grupo de rap que nace como afiliación del sound system The Wild Bunch, colectividad de DJ´s originarios de Bristol. Fue así cómo tuvo la oportunidad de trabajar con ellos. En el 1987 el grupo The Wild Bunch se separa, y de tres de sus miembros nace el actual grupo Massive Attack, de los cuales Adrián "Tricky" se separa poco después debido al poco espacio que le daban en el proyecto. Fue así como adquirió el pseudónimo de Tricky Kid (niño complicado) y comenzó a trabajar como solista.
Tricky ha participado como vocalista en algunas canciones de los dos primeros álbumes de grupo Massive Attack, Blue Lines (1991) y Protection (1994).
Antes de la publicación del álbum debut de Massive Attack, Tricky conoce a Martina Topley-Bird, con quien grabó una canción llamada Aftermath. Él presenta en 1993 la canción al grupo Massive Attack, y al no obtener una respuesta positiva, decide editarlo en vinilo, aunque con solo unos centenares de copias. Acabaría firmando un contrato con Island Records, iniciando así su carrera, y un camino que lo llevaría a una fama inesperada.

## Colaboraciones cinematográficas
En 1997 participó en la película de ciencia ficción El quinto elemento (The Fifth Element), dirigida por Luc Besson, actuando como el subordinado de Jean Baptiste Emmanuel Zorg (Gary Oldman).

## Discografía

### Álbumes
| Año  | Título                  | UK Albums Chart | Billboard 200 | Información adicional               |
| ---- | ----------------------- | --------------- | ------------- | ----------------------------------- |
| 1995 | Maxinquaye              | 3               | —             | Primer álbum                        |
| 1996 | Nearly God              | 10              | —             | Lanzado bajo el alias "Nearly God"  |
| 1996 | Pre-Millennium Tension  | 30              | 140           | -                                   |
| 1998 | Angels with Dirty Faces | 23              | 84            | -                                   |
| 1999 | Juxtapose               | 22              | 182           | Con DJ Muggs y Grease               |
| 2001 | Blowback                | 34              | 138           | Con Ambersunshower y Anthony Kiedis |
| 2002 | A Ruff Guide            | —               | —             | Álbum recopilatorio                 |
| 2003 | Back to Mine            | —               | —             | Parte de la serie "Artistas varios" |
| 2003 | Vulnerable              | 88              | —             | -                                   |
| 2008 | Knowle West Boy         | 63              | 147           | -                                   |
| 2010 | Mixed Race              | 118             | —             | -                                   |
| 2013 | False Idols             | 66              | 149           | -                                   |
| 2014 | Adrian Thaws            | —               | —             | -                                   |
| 2016 | Skilled Mechanics       | —               | —             | -                                   |
| 2017 | ununiform               | —               | —             | -                                   |
| 2020 | Fall to pieces          | —               | —             | -                                   |

### SencillosyEPs
| Año  | Título                                      | UK singles chart | Álbum                               |
| ---- | ------------------------------------------- | ---------------- | ----------------------------------- |
| 1994 | "Aftermath"                                 | 69               | Maxinquaye                          |
| 1994 | "Ponderosa"                                 | 78               | Maxinquaye                          |
| 1995 | "Overcome"                                  | 34               | Maxinquaye                          |
| 1995 | "Black Steel"                               | 28               | Maxinquaye                          |
| 1995 | "The Hell E.P." (vs. The Gravediggaz)       | 12               | Maxinquaye                          |
| 1995 | "Pumpkin"                                   | 26               | Maxinquaye                          |
| 1995 | "I Be The Prophet EP" (como Starving Souls) | 66               | Nearly God                          |
| 1996 | "Poems" (como Nearly God)                   | 28               | Nearly God                          |
| 1996 | "Grassroots EP"                             | —                | EP only                             |
| 1996 | "Christiansands"                            | 36               | Pre-Millennium Tension              |
| 1997 | "Tricky Kid"                                | 28               | Pre-Millennium Tension              |
| 1997 | "Makes Me Wanna Die"                        | 29               | Pre-Millennium Tension              |
| 1998 | "Money Greedy / Broken Homes"               | 25               | Angels with Dirty Faces             |
| 1998 | "6 Minutes"                                 | —                | Angels with Dirty Faces             |
| 1999 | "For Real"                                  | 45               | Juxtapose                           |
| 1999 | "Bom Bom Diggy / Hot Like A Sauna"          | —                | Juxtapose                           |
| 2000 | "Mission Accomplished EP"                   | —                | EP only                             |
| 2001 | "Evolution Revolution Love"                 | —                | Blowback                            |
| 2002 | "You Don't Wanna"                           | —                | Blowback                            |
| 2002 | "Mixed Up Faces" (como Rico vs. Tricky)     | —                | Sencillo sin álbum                  |
| 2003 | "Antimatter"                                | 97               | Vulnerable                          |
| 2003 | "How High"                                  | —                | Vulnerable                          |
| 2008 | "Council Estate"                            | —                | Knowle West Boy                     |
| 2008 | "Slow"                                      | —                | Knowle West Boy                     |
| 2009 | "Puppy Toy"                                 | —                | Knowle West Boy                     |
| 2009 | "C'mon Baby"                                | —                | Knowle West Boy                     |
| 2010 | "Murder Weapon"                             | —                | Mixed Race                          |
| 2010 | "Ghetto Stars"                              | —                | Mixed Race                          |
| 2011 | "Time to Dance"                             | —                | Mixed Race                          |
| 2011 | "Mediate" (INXS con Tricky)                 | —                | Mediate: The Ralphi Rosario Remixes |
| 2013 | "Nothing's Changed"                         | —                | False Idols                         |
| 2013 | "Nothing Matters"                           | —                | False Idols                         |
| 2013 | "Parenthesis"                               | —                | False Idols                         |

## Colaboraciones con otros artistas
- Agoria
- Damon Albarn de Blur[7]
- Ambersunshower
- Björk
- Pete Briquette
- Yoko Ono
- Bernard Butler
- Rob Cavallo
- Neneh Cherry
- Cath Coffey
- Greg Cohen
- Lisa Coleman
- Elvis Costello

- DMX
- Pete Doherty
- Carmen Ejogo
- Flo
- Nelly Furtado
- Garbage
- Alison Goldfrapp
- Gravediggaz
- Terry Hall
- PJ Harvey
- Chesney Hawkes
- Scott Ian
- Inner Circle
- Afrika Islam
- Grace Jones
- Josh Klinghoffer
- Ed Kowalczyk de Live
- Cyndi Lauper
- Live
- Mad Dog
- Massive Attack
- Wendy Melvoin
- Alanis Morissette
- Mos Def
- Alison Moyet
- DJ Muggs
- Paul Oakenfold
- Tim Pierce
- Red Hot Chili Peppers
- Marc Ribot
- Mark Saunders
- Jane Scarpantoni
- Émilie Simon
- Sub Sub
- Sunshine
- Terranova
- Mark Thwaite
- Tool
- Martina Topley-Bird
- UB40
- Keisha White
- Zeb
- Bobby Gillespie
- Chuck D

- John Frusciante